# Palazzo Datini

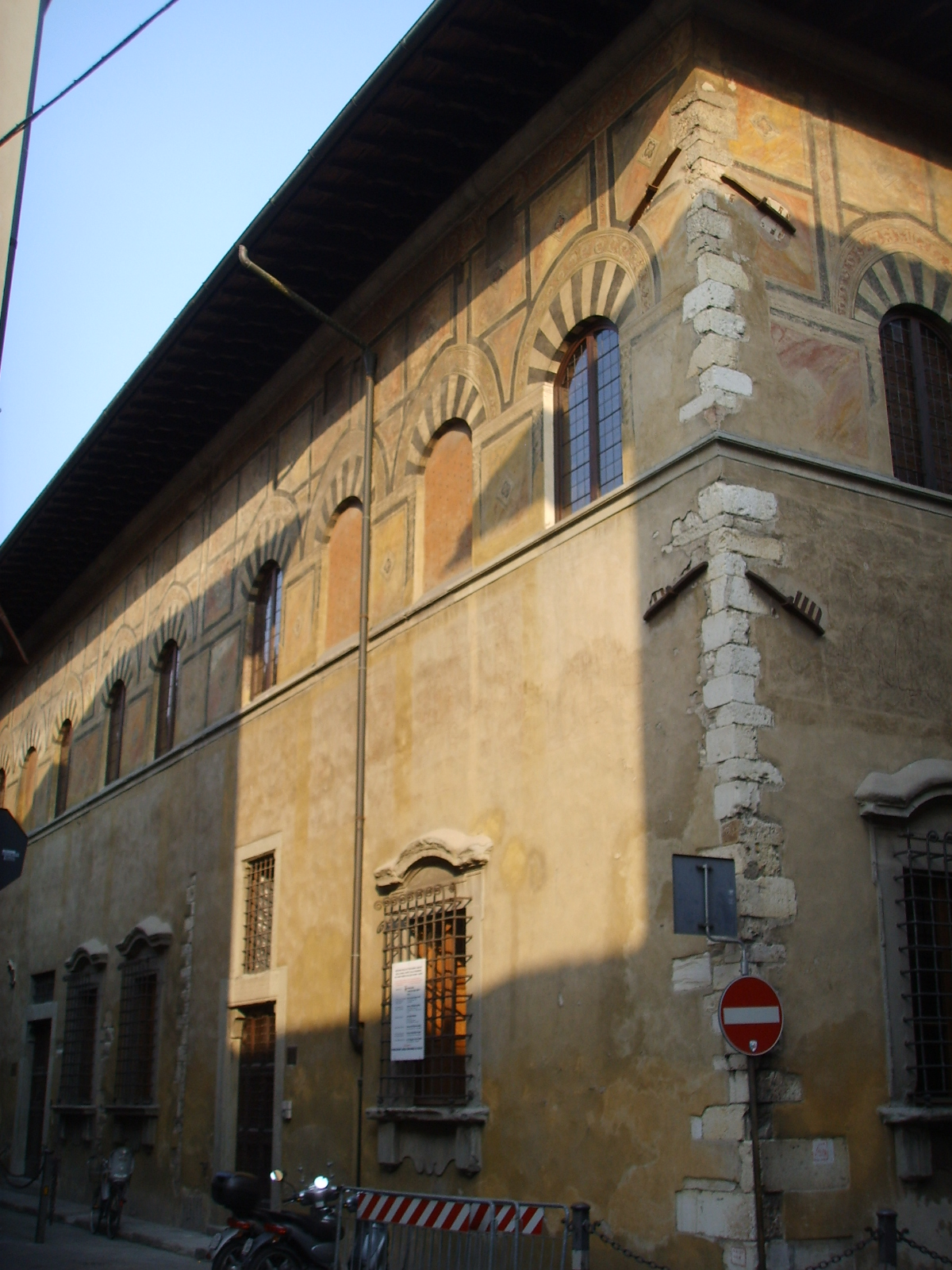
Palazzo Datini

Palazzo Datini é um prédio em Prato, na Toscana, centro da Itália. Em 1383, era a residência do mercador Francesco Datini e foi depois decorada com alguns dos mais notáveis artistas da época, tais como Agnolo Gaddi e Niccolò di Pietro Gerini, na parte interna e no exterior, embora algumas pinturas mais recentes estejam um tanto danificadas. Incluiu, uma vez, na frente da fachada atual, um jardim botânico que foi um dos primeiros da Itália. Em 1409 o Datini abrigou o Antipapa Alexandre V e Luís II, Duque de Anjou, Rei de Nápoles.
A obra Madonna del Ceppo, de Filippo Lippi, esteve uma vez decorando jardim do palácio.